# Одеські катакомби

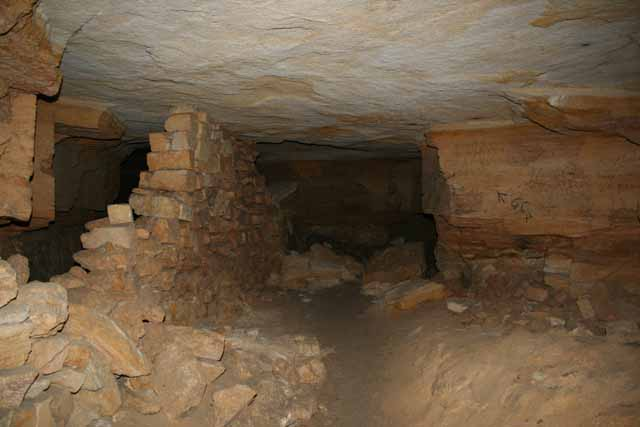

Оде́ські катако́мби — мережа підземних ходів і лабіринтів під Одесою. Більша частина катакомб були каменоломнями, з яких видобували будівельне каміння. Загальну довжину Одеських катакомб оцінюють приблизно у 2,5 тис. км.
Наприкінці XX століття катакомби стали причиною різкого ускладнення інженерно-геологічних умов. Понад 40 % старої частини міста збудовано на підробленій території, де відбулося понад 100 провалів.

## Загальний опис
Одеські катакомби — мережа штучно створених підземних ходів і лабіринтів під Одесою. Більша їх частина (95-97 %) — це каменоломні, з яких видобувалося будівельне каміння. Сьогодні довжина Одеських катакомб оцінюється приблизно у 2,5 тис. км (описано близько 1,7 тис. км) — це один з найбільших підземних лабіринтів на Земній кулі.
Історія катакомб починається у 1830-х. Бурхливе будівництво Одеси у той час потребувало багато будівельного матеріалу, яким був вапняк — Одеса, власне, стоїть на шарах так званого «понтійського вапняку». Спершу вапняк добували на схилах балок, але згодом видобуток його набув справді промислових масштабів і вівся шахтним способом за допомогою спеціальних пилок, завезених з Англії. Вже у 1960-х розгалужена мережа покинутих вапнякових шахт під містом стала великою проблемою.
У систему катакомб входять і порожнини природного походження — карстові та дилатаційні печери, геологорозвідувальні та будівельні шурфи, підвали (в Одесі їх називають «мінами»), бункери, дренажні тунелі, зливові колектори та інші підземні порожнини.
Перші дослідження Одеських катакомб почалися у 1846 році (палеонтолог Олександр Нордманн).
У 1869 році печери дослідив геолог Микола Барбот-де-Марні. Збереглися описи каменоломень від 1830–1870-х. Перша експедиція з вивчення «мін» (катакомб) організована міською управою у 1875 році. Потім дослідження продовжилися вже у радянські часи (1929) — експедиція Т. Г. Грицая. Було досліджено 49 катакомб, виконане знімання 40 км виробок, сфотографовано 45 об'єктів.
У 1960-ті роки в Одесі створене протизсувне управління, одним із завдань якого було вивчення катакомб і усунення їх негативного впливу на місто.
У 1965 році організована молодіжна експедиція «Пошук», яка уже понад 40 років вивчає катакомби. Крім того, вивчають їх спелеологи міста (керівник Л. Суховій), Одеський національний університет, Центр інженерних пошуків НАН України та ін. У 2001 році фірма «Гідрогеосервіс» (Ю. Г. Діденко) розпочала комплексні дослідження катакомб із застосуванням сучасних методів геофізики, буріння, телеметрії. Є цікаві знахідки, зокрема, написи та малюнки на стінах каменоломень, яким понад 100 років. Це і написи гірників тих часів, зроблені червоною вохрою та зеленою крейдою, і військові й побутові написи та малюнки, виконані деревним вугіллям, графітом, крейдою.
Глибина каменоломень — від 4 до 30-35 м. Частина каменоломень — одноярусні виробки, хоча зустрічаються дво- і триярусні. Перепади висот між ярусами — до 2,2 м. Габарити виробок сильно варіюють, в середньому вони становлять 1,8 м у висоту і 3,5 м в ширину. Найвищі — зал «Сергія Березового» і галерея «Пасаж» — мають висоту до 5 м. Найбільша ширина виробок становить 5,2 м. Але багато ходів у результаті обвалів та осипів перетворилися в лази висотою 25-30 см і шириною 50-70 см.
По суті, Одеські катакомби — це велетенське підземне місто зі своїми проспектами, вулицями, провулками, тупиками, площами.

## Походження катакомб

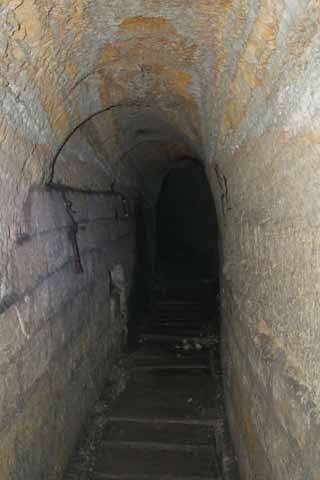

Переважно на 95—97 % одеські катакомби є підземними каменоломнями, в яких видобували будівельне каміння — вапняк — що використовували для спорудження міста. Окрім того, в систему катакомб входять порожнини природного походження — карстові печери, геологорозвідувальні та будівельні шурфи, підвали, бункери, дренажні тунелі, зливові колектори та інші підземні порожнини.

## Сучасні входи в катакомби

### Одеса
вул. Картамишівська, 27/29 (район Михайлівської площі)

## Історія
Перші підземні каменоломні почали виникати в першій половині XIX століття, під час бурхливого будівництва Одеси, як джерело недорогого будівельного матеріалу — черепашника, правильніша назва — «понтичний вапняк»). Видобуток каміння здійснювався за допомогою спеціальних пилок і був таким інтенсивним, що вже у другій половині XIX століття значна мережа підземних порожнин стала завдавати незручностей місту.
У післяреволюційні роки через те, що почастішали випадки просідання ґрунту та обвали будівель, була оголошена заборона на видобуток каміння в межах міста (у межах вулиць Старопортофранківська — Новорибна).
Під час радянсько-німецької війни катакомби слугували укриттям для радянських партизан — зокрема, загону В. О. Молодцова. Є інформація по 1,7 тис. км підземних порожнин.
1961 року для вивчення історії партизанського руху створили спелеологічний клуб «Пошук», який значно розширив межі картографованих районів катакомб.
На початку XXI століття видобуток вапняку продовжується в шахтах, розташованих в Дофінівці, Булдинці, Фоміній Балці. Таким чином протяжність одеських катакомб зростає і до сьогодні.

## Галерея

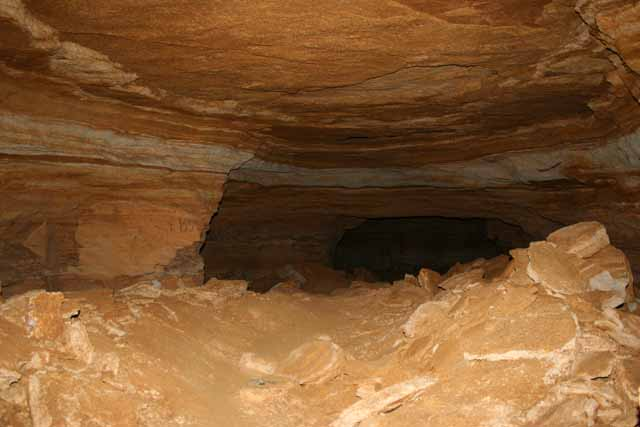
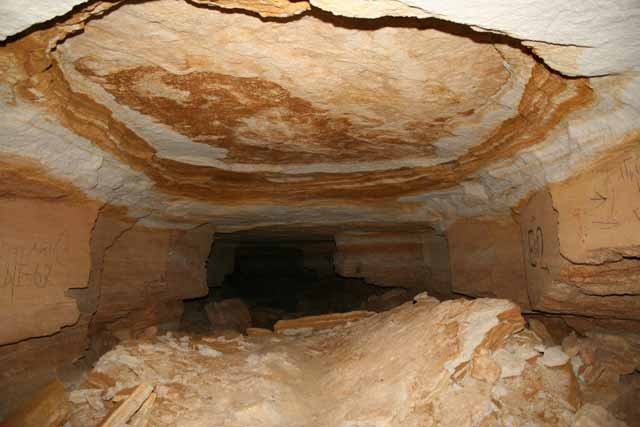
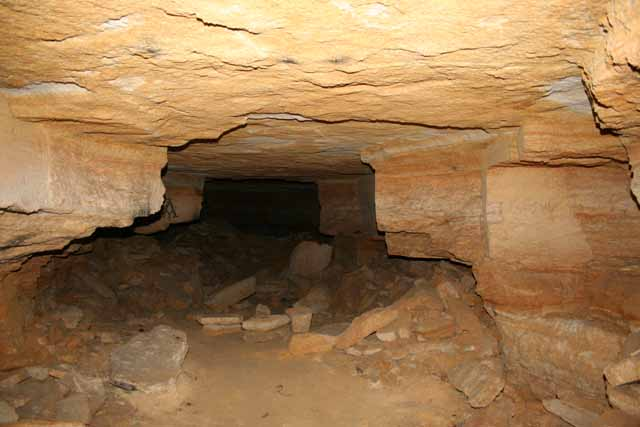
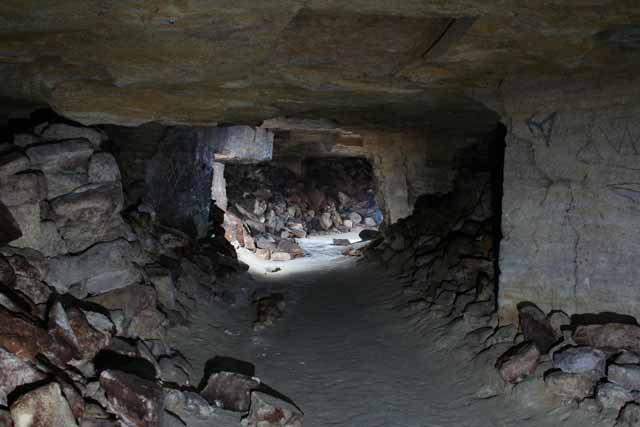
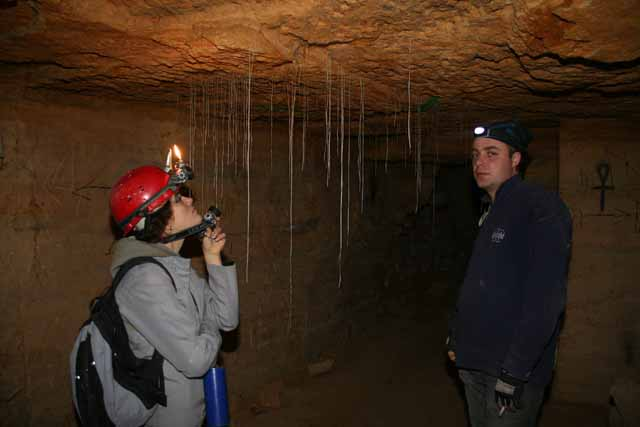
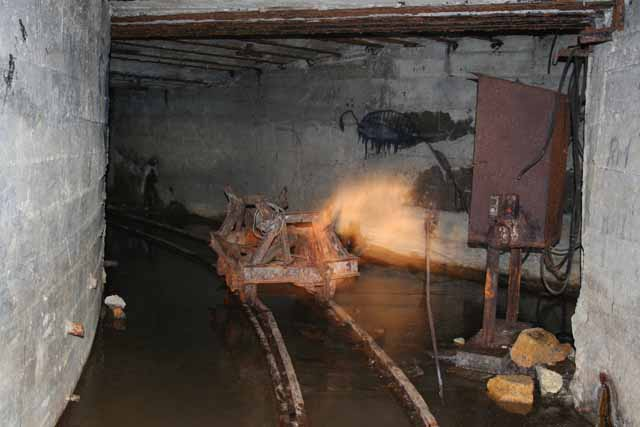